# Naarda clitodes
Naarda clitodes är en fjärilsart som beskrevs av Turner 1961. Naarda clitodes ingår i släktet Naarda och familjen nattflyn. Inga underarter finns listade i Catalogue of Life.